# Gouvernement ar-Raqqa
Ar-Raqqa (arabisch الرقة) ist ein Gouvernement im Norden Syriens mit einer Fläche von 19.616 km² und etwa 760.000 Einwohner (Stand 2006).

## Geografie
Ar-Raqqa grenzt im Norden an die Türkei, im Westen an das Gouvernement Aleppo, im Osten an das Gouvernement al-Hasaka und im Süden an das Gouvernement Deir ez-Zor. Hauptstadt und zugleich größte Stadt ist die gleichnamige Stadt ar-Raqqa. Andere Städte sind ath-Thaura und Tall Abyad.

## Bevölkerung
Die Bevölkerung setzt sich überwiegend aus Arabern zusammen, wovon ein großer Teil Beduinen sind. Im Norden der Provinz entlang der türkischen Grenze leben auch Kurden in ihren Dörfern.

## Wirtschaft
Die Landwirtschaft besteht überwiegend aus Baumwollanbau entlang des Euphrats.

## Distrikte
Das Gouvernement ist in drei Distrikte (Mintaqah) unterteilt:
| Distrikt            | Orte (Hauptort in fett)                               |
| ------------------- | ----------------------------------------------------- |
| Distrikt Tall Abyad | Ain Issa, Suluk, Tall Abyad                           |
| Distrikt ath-Thaura | al-Dscharniyya, al-Mansura, ath-Thaura                |
| Distrikt ar-Raqqa   | al-Karama, Maʿdan, al-Qahtaniyya, ar-Raqqa, as-Sabcha |